# Ormetica maura
Ormetica maura är en fjärilsart som beskrevs av William Schaus 1910. Ormetica maura ingår i släktet Ormetica och familjen björnspinnare. Inga underarter finns listade i Catalogue of Life.